# Siwang
Król Si z dynastii Zhou (chiński: 周思王; pinyin: Zhōu Sī Wáng) – trzydziesty władca tej dynastii i osiemnasty ze wschodniej linii dynastii Zhou. Rządził w roku 441 p.n.e. Jego następcą został jego brat, Kaowang.